# Pierre Nguyễn Huy Mai
Pierre Nguyễn Huy Mai (Hanoi, 3 luglio 1913 – Ban Mê Thuột, 4 agosto 1990) è stato un vescovo cattolico vietnamita.

## Biografia
Pierre Nguyễn Huy Mai nacque il 3 luglio 1913 nel villaggio di Khuyen Luong, oggi parte di Hanoi, primogenito di una famiglia cattolica con sette figli. 
Studiò a Parigi dove fu ordinato diacono il 21 dicembre 1940 e presbitero il 29 giugno 1941 per mano del cardinale Emmanuel Célestin Suhard in entrambe le occasioni.
Al ritorno in patria si incardinò come parroco per l'allora vicariato apostolico di Hà Nôi.
Il 22 giugno 1967 papa Paolo VI, con la bolla Qui Dei benignitate, eresse la nuova diocesi di Ban Mê Thuột, e lo nominò primo vescovo. Ricevette l'ordinazione episcopale il 15 agosto 1967 dall'arcivescovo Angelo Palmas, delegato apostolico in Vietnam.
Morì il 4 agosto 1990 all'età di 77 anni.

## Genealogia episcopale e successione apostolica
La genealogia episcopale è:
- Cardinale Scipione Rebiba
- Cardinale Giulio Antonio Santori
- Cardinale Girolamo Bernerio, O.P.
- Arcivescovo Galeazzo Sanvitale
- Cardinale Ludovico Ludovisi
- Cardinale Luigi Caetani
- Cardinale Ulderico Carpegna
- Cardinale Paluzzo Paluzzi Altieri degli Albertoni
- Papa Benedetto XIII
- Papa Benedetto XIV
- Papa Clemente XIII
- Cardinale Marcantonio Colonna
- Cardinale Giacinto Sigismondo Gerdil, B.
- Cardinale Giulio Maria della Somaglia
- Cardinale Carlo Odescalchi, S.I.
- Cardinale Costantino Patrizi Naro
- Cardinale Lucido Maria Parocchi
- Papa Pio X
- Papa Benedetto XV
- Papa Pio XII
- Cardinale Eugène Tisserant
- Papa Paolo VI
- Arcivescovo Angelo Palmas
- Vescovo Pierre Nguyễn Huy Mai

La successione apostolica è:
- Vescovo Paul Nguyễn Văn Hòa (1975)
- Vescovo Joseph Trịnh Chính Trực (1981)